# Owe Junsjö
Owe Junsjö, folkbokförd Björn Ove Junsjö, född 4 juli 1945 i Stockholm, är en svensk grafisk formgivare, illustratör och sångtextförfattare.
Efter realexamen studerade Junsjö vid Konstfack i Stockholm  och har varit verksam som grafisk formgivare. Han började tidigt skriva egna visor och skrev bland annat en rad översättningstexter åt Stikkan Anderson. Junsjö har skrivit sångtexter till Family Four, Pierre Isacsson, Lill Lindfors, Anni-Frid Lyngstad och Monica Törnell, däribland svenska texter till David Bowies "Life on Mars?" (till Lyngstads album Frida ensam) och Cat Stevens "Moonshadow" (till Lindfors album Kom igen!).